# Acalolepta niasensis
Acalolepta niasensis är en skalbaggsart som beskrevs av Stefan von Breuning 1974. Acalolepta niasensis ingår i släktet Acalolepta och familjen långhorningar. Inga underarter finns listade i Catalogue of Life.